# نورث شیلدز
نورث شیلدز (به انگلیسی: North Shields) یک شهرک در بریتانیا است که در تاینساید شمالی واقع شده‌است. نورث شیلدز ۳۴٬۴۲۳ نفر جمعیت دارد.